# 阿扎讷和苏马扎讷
阿扎讷和苏马扎讷（法語：Azannes-et-Soumazannes，法語發音：[azan e sumazan]）是法国默兹省的一个市镇，属于凡尔登区。

## 地理
阿扎讷和苏马扎讷（49°17'29"N, 5°28'2"E）面积18.11 平方千米，位于法国大東部大區默兹省，该省份为法国西北部内陆省份，北与比利时接壤，西接马恩省和阿登省，南至上马恩省和孚日省，东临默尔特-摩泽尔省。
与阿扎讷和苏马扎讷接壤的市镇（或旧市镇、城区）包括：凡尔登地区博蒙、比伊苏芒日耶讷、肖蒙德旺当维莱、格勒米伊、芒日耶讷、奥尔讷、罗马涅苏莱科特、维尔德旺肖蒙。

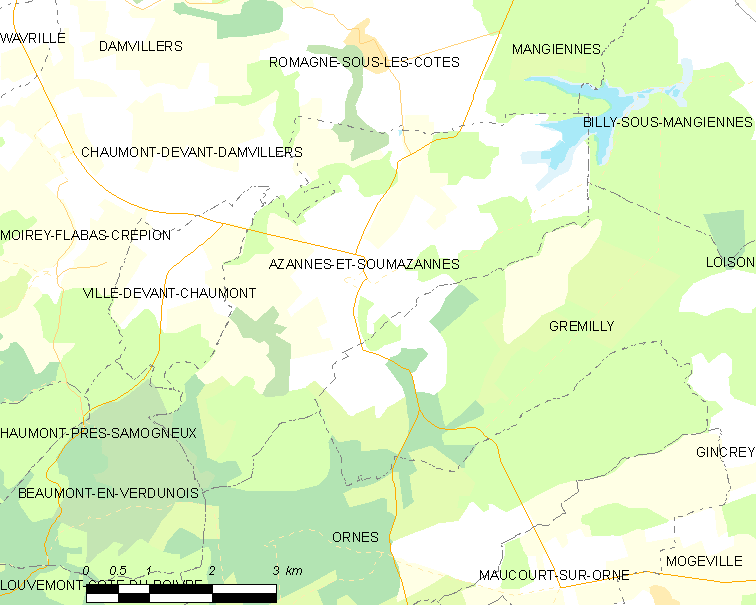
阿扎讷和苏马扎讷的OSM定位图

阿扎讷和苏马扎讷的时区为UTC+01:00、UTC+02:00（夏令时）。

## 行政
阿扎讷和苏马扎讷的邮政编码为55150，INSEE市镇编码为55024。

## 政治
阿扎讷和苏马扎讷所属的省级选区为蒙梅迪县。

## 人口

1962-2008年间阿扎讷和苏马扎讷人口变化图示

阿扎讷和苏马扎讷于2022年1月1日时的人口数量为160人。